# Eleanor Pairman
 Eleanor Pairman  (* 8. Juni 1896 in Lasswade, Schottland; †  14. September 1973 in White River Junction, Vermont) war eine US-amerikanische Mathematikerin und Hochschullehrerin schottischer Herkunft. Sie war die dritte Frau, die am Radcliffe College in Massachusetts in Mathematik promovierte. Sie entwickelte neuartige Methoden, um blinden Schülern Mathematik beizubringen.

## Leben und Forschung
Pairman war das jüngste der vier Kinder ihrer Eltern und begann 1903 ihre Ausbildung an der Lasswade Higher Grade School. 1908 trat sie in das Ladies College von George Watson in Edinburgh ein und 1912 gewann sie ein Stipendium der George Watson School, das sie zu einer kostenlosen Ausbildung für 1912 bis 1913 berechtigte. 1914 immatrikulierte sie sich an der  Universität von Edinburgh und studierte Mathematik, Naturphilosophie, Chemie und Logik. 1915 erhielt sie das Newton-Stipendium für Mathematik, setzte ihr Studium mit Auszeichnung in Mathematik und Naturphilosophie fort und erhielt 1917 einen Master of Arts mit Auszeichnung. Außerdem erhielt sie ein Vans Dunlop-Stipendium für Mathematik für ein dreijähriges Studium an der Universität ihrer Wahl. Sie ging für ein Jahr zu Karl Pearson am Department of Applied Statistics des University College London als Computer (mathematische Hilfskraft). Sie veröffentlichte Arbeiten mit Karl Pearson in den Tracts for Computers, die von der Cambridge University Press veröffentlicht wurden. Danach forschte sie ab 1919 in den USA am Radcliffe College. Sie promovierte dort 1922 bei George David Birkhoff mit der Dissertation Expansion Theorems for Solution of a Fredholm's Linear Homogeneous Integral Equation of the Second Kind with Kernel of Special Non-Symmetric Type. 1922 heiratete sie im schottischen Broomieknowe den ebenfalls promovierten Bancroft Huntington Brown, mit dem sie vier Kinder hatte. Zurückgekehrt in die Vereinigten Staaten zog sie mit ihrem Mann nach Hanover , wo er eine Stelle am Dartmouth College hatte. An dem 1769 mit ausschließlich männlichen Lehrern als Männercollege gegründetem College durfte sie nicht unterrichten. Insbesondere für verheiratete Frauen war es in der Zeit nahezu unmöglich, ihrer Ausbildung entsprechend an Universitäten zu arbeiten. Sie übernahm jedoch die Aufgabe, blinden Schülern zu helfen. Obwohl sie nach ihrer Promotion nicht als Mathematikerin beschäftigt war, nahm sie 1955 eine Anstellung als Teilzeitlehrerin für Mathematik am Dartmouth College an und unterrichtete dort die nächsten vier akademischen Jahre. Zu dieser Zeit war ihr Ehemann B P Cheney Professor in Dartmouth. Sie starb nach langer Krankheit mit Brustkrebs in einem Pflegeheim in White River Junction.

## Veröffentlichungen (Auswahl)
- On a Difference Equation due to Stirling. In: Proceedings of the Edinburgh Mathematical Society. Band 36, S. 40–60, doi:10.1017/S0013091500035227.
- Tables of the Digamma and Trigamma Functions (= Tracts for Computers. 1). Cambridge University Press, London u. a. 1919, (Digitalisat).
- mit Karl Pearson: On corrections for the moment-coefficients of limited range frequency distributions when there are finite or infinite ordinates and any slopes at the terminals of the range. In: Biometrika. Band 12, Nummer 3/4, 1919, S. 231–258, doi:10.1093/biomet/12.3-4.231.
- mit Rudolph E. Langer: On a Class of Integral Equations with Discontinuous Kernels. In: Transactions of the American Mathematical Society. Band 29, Nummer 4, 1927, S. 683–715, JSTOR:1989199.